# 1194
| 1194               |
| ------------------ |
| Dødsfald - Fødsler |
| • Begivenheder     |

| Gregoriansk kalender | 1194 MCXCIV             |
| Ab urbe condita      | 1947                    |
| Armensk kalender     | 643 ԹՎ ՈԽԳ              |
| Kinesiske kalender   | 3890 – 3891 癸丑 – 甲寅 |
| Etiopisk kalender    | 1186 – 1187             |
| Jødisk kalender      | 4954 – 4955             |
| Hindukalendere       |                         |
| - Vikram Samvat      | 1249 – 1250             |
| - Shaka Samvat       | 1116 – 1117             |
| - Kali Yuga          | 4295 – 4296             |
| Iransk kalender      | 572 – 573               |
| Islamisk kalender    | 590 – 591               |

Konge i Danmark: Knud 6. 1182-1202
Se også 1194 (tal)

## Begivenheder
- Richard Løvehjerte betaler 100.000 pund i løsepenge til Leopold VI.

## Født
- 26. december – Kejser Frederik 2. (Tysk-romerske rige) af slægten Hohenstauffen. Han dør i 1250